# Jamelia/Diskografie
Diese Diskografie ist eine Übersicht über die musikalischen Werke der britischen Pop-Sängerin Jamelia. Den Schallplattenauszeichnungen zufolge hat sie bisher mehr als 1,7 Millionen Tonträger verkauft. Ihre erfolgreichste Veröffentlichung ist die Single Superstar mit über 1,1 Millionen verkauften Einheiten.

## Alben

### Studioalben
| Jahr | Titel        | Höchstplatzierung, Gesamtwochen, AuszeichnungChartplatzierungen (Jahr, Titel, Platzierungen, Wochen, Auszeichnungen, Anmerkungen) | Höchstplatzierung, Gesamtwochen, AuszeichnungChartplatzierungen (Jahr, Titel, Platzierungen, Wochen, Auszeichnungen, Anmerkungen) | Höchstplatzierung, Gesamtwochen, AuszeichnungChartplatzierungen (Jahr, Titel, Platzierungen, Wochen, Auszeichnungen, Anmerkungen) | Höchstplatzierung, Gesamtwochen, AuszeichnungChartplatzierungen (Jahr, Titel, Platzierungen, Wochen, Auszeichnungen, Anmerkungen) | Anmerkungen                                                  |
| Jahr | Titel        | DE | AT | CH | UK | Anmerkungen                                                  |
| ---- | ------------ | --- | --- | --- | --- | ------------------------------------------------------------ |
| 2000 | Drama        | — | — | — | UK39 (2 Wo.)UK | Erstveröffentlichung: 26. Juni 2000                          |
| 2003 | Thank You    | DE56 (6 Wo.)DE | AT62 (3 Wo.)AT | CH33 (7 Wo.)CH | UK4 Platin · (53 Wo.)UK | Erstveröffentlichung: 29. September 2003 Verkäufe: + 300.000 |
| 2006 | Walk with Me | — | — | CH74 (1 Wo.)CH | UK20 Gold · (7 Wo.)UK | Erstveröffentlichung: 25. September 2006 Verkäufe: + 60.000  |

### Kompilationen
| Jahr | Titel                | Höchstplatzierung, Gesamtwochen, AuszeichnungChartplatzierungen (Jahr, Titel, Platzierungen, Wochen, Auszeichnungen, Anmerkungen) | Höchstplatzierung, Gesamtwochen, AuszeichnungChartplatzierungen (Jahr, Titel, Platzierungen, Wochen, Auszeichnungen, Anmerkungen) | Höchstplatzierung, Gesamtwochen, AuszeichnungChartplatzierungen (Jahr, Titel, Platzierungen, Wochen, Auszeichnungen, Anmerkungen) | Höchstplatzierung, Gesamtwochen, AuszeichnungChartplatzierungen (Jahr, Titel, Platzierungen, Wochen, Auszeichnungen, Anmerkungen) | Anmerkungen                              |
| Jahr | Titel                | DE | AT | CH | UK | Anmerkungen                              |
| ---- | -------------------- | --- | --- | --- | --- | ---------------------------------------- |
| 2007 | Superstar – The Hits | — | — | — | UK55 (1 Wo.)UK | Erstveröffentlichung: 24. September 2007 |

Weitere Kompilationen
- 2009: The Collection

## Singles

### Als Leadmusikerin
| Jahr | Titel Album                      | Höchstplatzierung, Gesamtwochen, AuszeichnungChartplatzierungen (Jahr, Titel, Album, Platzierungen, Wochen, Auszeichnungen, Anmerkungen) | Höchstplatzierung, Gesamtwochen, AuszeichnungChartplatzierungen (Jahr, Titel, Album, Platzierungen, Wochen, Auszeichnungen, Anmerkungen) | Höchstplatzierung, Gesamtwochen, AuszeichnungChartplatzierungen (Jahr, Titel, Album, Platzierungen, Wochen, Auszeichnungen, Anmerkungen) | Höchstplatzierung, Gesamtwochen, AuszeichnungChartplatzierungen (Jahr, Titel, Album, Platzierungen, Wochen, Auszeichnungen, Anmerkungen) | Anmerkungen                                                    |
| Jahr | Titel Album                      | DE | AT | CH | UK | Anmerkungen                                                    |
| ---- | -------------------------------- | --- | --- | --- | --- | -------------------------------------------------------------- |
| 1999 | I Do Drama                       | — | — | — | UK36 (2 Wo.)UK | Erstveröffentlichung: 19. Juli 1999                            |
| 2000 | Money Drama                      | — | — | — | UK5 (11 Wo.)UK | Erstveröffentlichung: 20. Februar 2000 feat. Beenie Man        |
| 2000 | Call Me Drama                    | — | — | — | UK11 (7 Wo.)UK | Erstveröffentlichung: 12. Juni 2000                            |
| 2000 | Boy Next Door Drama              | — | — | — | UK42 (2 Wo.)UK | Erstveröffentlichung: 9. Oktober 2000                          |
| 2003 | Bout Thank You                   | — | — | — | UK37 (3 Wo.)UK | Erstveröffentlichung: 9. Juni 2003 feat. Rah Digga             |
| 2003 | Superstar Thank You              | DE4 Gold · (19 Wo.)DE | AT3 (26 Wo.)AT | CH2 (30 Wo.)CH | UK3 Platin · (20 Wo.)UK | Erstveröffentlichung: 15. September 2003 Verkäufe: + 1.150.000 |
| 2004 | Thank You                        | DE46 (9 Wo.)DE | AT43 (8 Wo.)AT | CH35 (18 Wo.)CH | UK2 Silber · (15 Wo.)UK | Erstveröffentlichung: 22. Februar 2004 Verkäufe: + 235.000     |
| 2004 | See it in a Boys Eyes Thank You  | — | — | — | UK5 (11 Wo.)UK | Erstveröffentlichung: 12. Juli 2004                            |
| 2004 | Stop / DJ Thank You              | DE56 (9 Wo.)DE | — | CH36 (13 Wo.)CH | UK9 (14 Wo.)UK | Erstveröffentlichung: 1. November 2004                         |
| 2006 | Something About You Walk with Me | DE59 (9 Wo.)DE | AT43 (10 Wo.)AT | CH46 (7 Wo.)CH | UK9 (12 Wo.)UK | Erstveröffentlichung: 4. September 2006                        |
| 2006 | Beware of the Dog Walk with Me   | DE63 (6 Wo.)DE | AT68 (2 Wo.)AT | — | UK10 (9 Wo.)UK | Erstveröffentlichung: 27. November 2006                        |
| 2007 | No More Walk with Me             | — | — | — | UK43 (2 Wo.)UK | Erstveröffentlichung: 19. März 2007                            |

Weitere Singles
- 1999: Thinking ’bout You (Club Mixes)
- 1999: So High
- 2001: So Ghetto
- 2001: One Day (The Architechs Remix)
- 2004: Thank You (feat. Singuila)
- 2005: Stop / Superstar

### Als Gastmusikerin
| Jahr | Titel Album                      | Höchstplatzierung, Gesamtwochen, AuszeichnungChartplatzierungen (Jahr, Titel, Album, Platzierungen, Wochen, Auszeichnungen, Anmerkungen) | Höchstplatzierung, Gesamtwochen, AuszeichnungChartplatzierungen (Jahr, Titel, Album, Platzierungen, Wochen, Auszeichnungen, Anmerkungen) | Höchstplatzierung, Gesamtwochen, AuszeichnungChartplatzierungen (Jahr, Titel, Album, Platzierungen, Wochen, Auszeichnungen, Anmerkungen) | Höchstplatzierung, Gesamtwochen, AuszeichnungChartplatzierungen (Jahr, Titel, Album, Platzierungen, Wochen, Auszeichnungen, Anmerkungen) | Anmerkungen                                                      |
| Jahr | Titel Album                      | DE | AT | CH | UK | Anmerkungen                                                      |
| ---- | -------------------------------- | --- | --- | --- | --- | ---------------------------------------------------------------- |
| 2004 | Universal Prayer 111 Centoundici | DE52 (8 Wo.)DE | AT46 (5 Wo.)AT | CH31 (12 Wo.)CH | — | Erstveröffentlichung: 1. August 2004 Tiziano Ferro feat. Jamelia |
| 2004 | Do They Know It’s Christmas? –   | DE7 (6 Wo.)DE | AT15 (18 Wo.)AT | CH7 (8 Wo.)CH | UK1 (11 Wo.)UK | Erstveröffentlichung: 29. November 2004 mit Band Aid 20          |

Weitere Gastbeiträge
- 2004: Straight Ahead (Kool & The Gang feat. Jamelia)

## Videoalben und Musikvideos

### Videoalben
- 2004: Thank You – Live
- 2004: DJ / Stop
- 2006: Something About You
- 2006: Beware of the Dog

### Musikvideos
| Jahr | Titel                            | Regisseur(e)                 |
| ---- | -------------------------------- | ---------------------------- |
| 1999 | I Do                             | Sven Harding                 |
| 2000 | Money                            | Max and Dania                |
| 2000 | Call Me                          | Jake Nava                    |
| 2000 | Boy Next Door                    | Sophie Muller                |
| 2003 | Bout                             | Barnaby Roper                |
| 2003 | Superstar                        | Dominic Leung                |
| 2004 | Thank You                        | Matthew Rolston              |
| 2004 | Thank You (Version mit Singuila) | Skwall                       |
| 2004 | See it in a Boy’s Eyes           | W.I.Z.                       |
| 2004 | Universal Prayer                 |                              |
| 2004 | DJ                               | Alex Hemming, Quinn Williams |
| 2004 | Stop                             | Alex Hemming                 |
| 2004 | Do They Know It’s Christmas?     |                              |
| 2006 | Something About You              | Stuart Orme                  |
| 2006 | Beware of the Dog                | Ray Kay                      |
| 2007 | No More                          | Paul Gore                    |

## Statistik

### Chartauswertung
|                     | DE    | AT    | CH    | UK    |
| ------------------- | ----- | ----- | ----- | ----- |
| Nummer-eins-Alben   | DE—DE | AT—AT | CH—CH | UK—UK |
| Top-10-Alben        | DE—DE | AT—AT | CH—CH | UK1UK |
| Alben in den Charts | DE1DE | AT1AT | CH2CH | UK4UK |

|                       | DE    | AT    | CH    | UK     |
| --------------------- | ----- | ----- | ----- | ------ |
| Nummer-eins-Singles   | DE—DE | AT—AT | CH—CH | UK1UK  |
| Top-10-Singles        | DE2DE | AT1AT | CH2CH | UK8UK  |
| Singles in den Charts | DE7DE | AT6AT | CH6CH | UK13UK |

### Auszeichnungen für Musikverkäufe
| Goldene Schallplatte - Australien - 2004: für die Single Thank You - Belgien - 2004: für die Single Superstar - Dänemark - 2024: für die Single Superstar - Frankreich - 2004: für die Single Superstar | Platin-Schallplatte - Australien - 2004: für die Single Superstar - Neuseeland - 2004: für die Single Superstar |

Anmerkung: Auszeichnungen in Ländern aus den Charttabellen bzw. Chartboxen sind in ebendiesen zu finden.
| Land/RegionAuszeichnungen für Musikverkäufe (Land/Region, Auszeichnungen, Verkäufe, Quellen) | Silber  | Gold     | Platin     | Verkäufe  | Quellen                   |
| -------------------------------------------------------------------------------------------- | ------- | -------- | ---------- | --------- | ------------------------- |
| Australien (ARIA)                                                                            | —       | Gold1    | Platin1    | 105.000   | aria.com.au               |
| Belgien (BRMA)                                                                               | —       | Gold1    | —          | 25.000    | ultratop.be               |
| Dänemark (IFPI)                                                                              | —       | Gold1    | —          | 45.000    | ifpi.dk                   |
| Deutschland (BVMI)                                                                           | —       | Gold1    | —          | 150.000   | musikindustrie.de         |
| Frankreich (SNEP)                                                                            | —       | Gold1    | —          | 250.000   | snepmusique.com           |
| Neuseeland (RMNZ)                                                                            | —       | —        | Platin1    | 10.000    | aotearoamusiccharts.co.nz |
| Vereinigtes Königreich (BPI)                                                                 | Silber1 | Gold1    | 2× Platin2 | 1.200.000 | bpi.co.uk                 |
| Insgesamt                                                                                    | Silber1 | 6× Gold6 | 4× Platin4 |           |                           |